# Cantone di Châtillon-sur-Loire
Il Cantone di Châtillon-sur-Loire era una divisione amministrativa dell'arrondissement di Montargis.
È stato soppresso a seguito della riforma complessiva dei cantoni del 2014, che è entrata in vigore con le elezioni dipartimentali del 2015.
Comprendeva i comuni di:
- Autry-le-Châtel
- Beaulieu-sur-Loire
- Cernoy-en-Berry
- Châtillon-sur-Loire
- Pierrefitte-ès-Bois
- Saint-Firmin-sur-Loire